# Ralf Zumdick
Ralf Zumdick (* 10. Mai 1958 in Münster) ist ein deutscher Fußballtrainer und ehemaliger Fußballspieler.

## Karriere
Zumdick (Spitzname "Katze") hatte seine Karriere in seiner Geburtsstadt bei Preußen Münster begonnen, bevor er 1981 zum VfL Bochum wechselte. Unter Trainer Rolf Schafstall entwickelte sich Zumdick zum Stammspieler und stand zwischenzeitlich kurz vor dem Sprung in die deutsche Nationalmannschaft. Sein größter Erfolg war das Erreichen des Endspiels im DFB-Pokal 1988, das seine Mannschaft durch ein Freistoßtor von Lajos Détári mit 0:1 gegen Eintracht Frankfurt verlor.
Im Jahr 1995 beendete Zumdick seine aktive Karriere und wechselte in den Trainerstab des VfL Bochum. Unter den Trainern Klaus Toppmöller, Ernst Middendorp und Bernard Dietz assistierte er als Co-Trainer, bevor er im Dezember 1999 selbst Cheftrainer wurde.
In dieser Saison gelang Zumdick mit dem VfL die Rückkehr in die 1. Bundesliga. In der folgenden Bundesliga-Spielzeit 2000/01 wurde er jedoch am 12. Februar 2001 beurlaubt und von Rolf Schafstall abgelöst. Der VfL stieg dennoch ab.
Zumdick, der Inhaber einer Indoor-Fußballhalle in Bochum ist, arbeitete in der Folge als Trainer beim ghanaischen Klub Asante Kotoko. Später trainierte er die ghanaische Nationalmannschaft und die Olympiaauswahl von Ghana. Im Dezember 2003 verpflichtete der Hamburger SV Zumdick als Co-Trainer für seine Bundesliga-Mannschaft. Auf dieser Position arbeitete er zuletzt gemeinsam mit Ronny Teuber als Assistent von Cheftrainer Thomas Doll. Am 31. Januar 2007 trennte sich der Verein vom gesamten Trainerstab, nachdem der HSV in der Bundesliga auf den letzten Platz gerutscht war.
Zumdick arbeitete außerdem als Co-Trainer unter Thomas Doll vom 13. März 2007 bis zum Saisonende 2008 bei Borussia Dortmund und ab Beginn der Saison 2009/10 auch bei Gençlerbirliği Ankara. Am 21. Oktober 2010 wurde Doll entlassen. Zumdick übernahm daraufhin den Trainerposten bis zum 25. April 2011, als man sich im beiderseitigen Einvernehmen trennte.
Im August 2011 trat Zumdick eine Tätigkeit als sportlicher Direktor beim iranischen Verein Persepolis Teheran an. Im Dezember 2011 übernahm er für einige Tage als Interimscoach das Training des Klubs. Im April 2012 beendete er dort seine Tätigkeit.
Anfang Juli 2012 übernahm er für drei Monate die Leitung des VDV-Trainingscamp für vertragslose Fußballer und Rekonvaleszenten.
Am 19. Dezember 2013 wurde er erneut neben Doll Co-Trainer des ungarischen Erstligisten Ferencváros Budapest.
Ende Januar 2019 übernahmen Zumdick und Doll die Bundesligamannschaft von Hannover 96. Nach dem Abstieg am Saisonende trennte sich der Verein von Doll und Zumdick.